# Inline-Speedskating-Europameisterschaften 1997
Die Europameisterschaften wurden im italienischen Roseto (Bahn), Sulmona (Straße) und Castel di Sangro (Marathon) ausgetragen. Die Wettkämpfe fanden vom 25. Juli bis 3. August 1997 statt.

## Frauen
| Distanz                | Gold                                                   | Silber                                                | Bronze                                                      |
| Bahn                   | Bahn                                                   | Bahn                                                  | Bahn                                                        |
| ---------------------- | ------------------------------------------------------ | ----------------------------------------------------- | ----------------------------------------------------------- |
| 300 m Einzelsprint     | Adelia Marra                                           | Valentina Belloni                                     | Nicoletta Gallessi                                          |
| 500 m Sprint           | Valentina Belloni                                      | Nicoletta Gallessi                                    | Adelia Marra                                                |
| 1500 m Sprint          | Nicoletta Gallessi                                     | Valentina Belloni                                     | Adelia Marra                                                |
| 3000 m Massenstart     | Sheila Herrero                                         | Adelia Marra                                          | Caroline Jean                                               |
| 5000 m Punkte          | Simona Vesprini                                        | Tina Bosica                                           | Caroline Lagrée                                             |
| 10000 m Ausscheidung   | Tina Bosica                                            | Simona Vesprini                                       | Sandrine Plu                                                |
| 1500 m Teamverfolgung  | Italien Tina Bosica Simona Vesprini Michaela Manucci   | Frankreich Caroline Lagrée Sandrine Plu Caroline Jean | Spanien Sheila Herrero Edurne Elcano Eva Lizarraga          |
| 5000 m Staffel         | Italien Nicoletta Gallessi Tina Bosica Simona Vesprini | Spanien Araceli Larrea Edurne Elcano Sheila Herrero   | Deutschland Anne Titze Oona Diezel Evelyn Kalbe             |
| Straße                 |                                                        |                                                       |                                                             |
| 300 m Einzelsprint     | Valentina Belloni                                      | Adelia Marra                                          | Sophie Deschamps                                            |
| 500 m Sprint           | Adelia Marra                                           | Valentina Belloni                                     | Michaela Manucci                                            |
| 1500 m Sprint          | Michaela Manucci                                       | Adelia Marra                                          | Valentina Belloni                                           |
| 3000 m Massenstart     | Antonella Mauri                                        | Sheila Herrero                                        | Sandrine Plu                                                |
| 5000 m Punkte          | Tina Bosica                                            | Antonella Mauri                                       | Sandrine Plu                                                |
| 10000 m Ausscheidung   | Sheila Herrero                                         | Tina Bosica                                           | Antonella Mauri                                             |
| 5000 m Staffel         | Italien Dalla Valle Michaela Manucci Adelia Marra      | Spanien Eva Lizarraga Araceli Larrea Sheila Herrero   | Frankreich Valerie Dieumegard Estelle Flourens Sandrine Plu |
| Langstrecke            |                                                        |                                                       |                                                             |
| 21097,5 m Halbmarathon | Adelia Marra                                           | Sandrine Plu                                          | Tina Bosica                                                 |

## Männer
| Distanz               | Gold                                                            | Silber                                                         | Bronze                                                           |
| Bahn                  | Bahn                                                            | Bahn                                                           | Bahn                                                             |
| --------------------- | --------------------------------------------------------------- | -------------------------------------------------------------- | ---------------------------------------------------------------- |
| 300 m Einzelsprint    | Alessio Gaggioli                                                | Ippolito Sanfratello                                           | Gianluca Capretti                                                |
| 500 m Sprint          | Gianluca Capretti                                               | Alessio Gaggioli                                               | Ippolito Sanfratello                                             |
| 1500 m Sprint         | Ippolito Sanfratello                                            | Ramses Reina                                                   | Alessio Gaggioli                                                 |
| 5000 m Massenstart    | Arnaud Gicquel                                                  | Fabio Marangoni                                                | Garikoitz Lerga                                                  |
| 10000 m Punkte        | Massimiliano Presti                                             | Arnaud Gicquel                                                 | Fabio Marangoni                                                  |
| 20000 m Ausscheidung  | Massimiliano Presti                                             | Arnaud Gicquel                                                 | Fabio Marangoni                                                  |
| 1500 m Teamverfolgung | Italien Ippolito Sanfratello Fabio Trovato Gianluca Capretti    | Frankreich Benjamin Loisel Arnaud Gicquel Baptiste Grandgirard | Belgien Rennat Demeter Stefan Piotrowsky Davy Willems            |
| 10000 m Staffel       | Italien Prezzi Fabio Trovato Gianluca Capretti                  | Frankreich Johan Langenberg Pascal Briand Arnaud Gicquel       | Spanien Daniel Garikoitz Lerga Ramses Reina                      |
| Straße                |                                                                 |                                                                |                                                                  |
| 300 m Einzelsprint    | Ippolito Sanfratello                                            | Alessandro Cantarella                                          | Pascal Briand                                                    |
| 500 m Sprint          | Ippolito Sanfratello                                            | Pascal Briand                                                  | Ramses Reina                                                     |
| 1500 m Sprint         | Marco Giannini                                                  | Massimiliano Presti                                            | Arnaud Gicquel                                                   |
| 5000 m Massenstart    | Massimiliano Presti                                             | Arnaud Gicquel                                                 | Fabio Trovato                                                    |
| 10000 m Punkte        | Arnaud Gicquel                                                  | Massimiliano Presti                                            | Garikoitz Lerga                                                  |
| 20000 m Ausscheidung  | Arnaud Gicquel                                                  | Massimiliano Presti                                            | Marco Giannini                                                   |
| 10000 m Staffel       | Italien Ippolito Sanfratello Massimiliano Presti Marco Giannini | Frankreich Pascal Briand Amaud Gicquel Benjamin Loisel         | Deutschland Dirk Breder Benjamin Zschätzsch Christoph Zschätzsch |
| Langstrecke           |                                                                 |                                                                |                                                                  |
| 42195 m Marathon      | Massimiliano Presti                                             | Philippe Boulard                                               | Arnaud Gicquel                                                   |